# Ethulia megacephala
Ethulia megacephala là một loài thực vật có hoa trong họ Cúc. Loài này được Sch.Bip. ex Miq. mô tả khoa học đầu tiên năm 1856.